# Saku Suurhall
 (avril 2025).
Si vous disposez d'ouvrages ou d'articles de référence ou si vous connaissez des sites web de qualité traitant du thème abordé ici, merci de compléter l'article en donnant les références utiles à sa vérifiabilité et en les liant à la section « Notes et références ».
Saku Suurhall est une salle de sport située dans le quartier Haabersti de Tallinn en Estonie.

## Présentation
C'est la plus grande salle multi-sport d'Estonie. 
Elle a été inaugurée en 2001 et peut accueillir jusqu'à 10 000 personnes.
Elle accueille généralement les matchs de basket-ball et de hockey sur glace et des concerts, et a notamment reçue le Concours Eurovision de la chanson 2002.
Elle est nommée d'après la brasserie estonienne Saku.

## Événements
- Concours Eurovision de la chanson 2002, 25 mai 2002
- Championnats d'Europe de patinage artistique 2010, 18 au 24 janvier 2010